# Mimosa callosa
Mimosa callosa är en ärtväxtart som beskrevs av George Bentham. Mimosa callosa ingår i släktet mimosor, och familjen ärtväxter.

## Underarter
Arten delas in i följande underarter:
- M. c. callosa
- M. c. longiracemosa
- M. c. microphylla